# Joseph Koene
Joseph Koene, né le 19 mai 1733 à Mont-Sainte-Gertrude et mort à Terheijden le 25 janvier 1830 , est un homme politique néerlandais.

## Biographie
Koene est procureur dans la ville de brabançonne de Mont-Sainte-Gertrude à partir de 1755. Dans les années 1780, il devient échevin de la ville et est élu député à la première assemblée nationale batave entre le 1er mars 1796 et le 1er septembre 1797.